# Lucas Fernández de Piedrahita
Lucas Fernández de Piedrahita (1624, Bogotá – 29 de março de 1688) foi um prelado católico romano neogranadino espanhol que serviu como bispo do Panamá (1676–1688) e bispo de Santa Marta (1668–1676).

## Biografia
Lucas Fernández de Soto Piedrahita nasceu em Santa Fé de Bogotá, filho de Domingo Hernández de Soto Piedrahita, oficial de carpintaria, e Catalina de Collantes, neta de uma princesa inca. Formou-se em filosofia pela Universidade Javeriana e após concluir os estudos teológicos no seminário jesuíta San Bartolomeu, foi ordenado sacerdote por seu arcebispo, Cristóbal de Torres. Em setembro de 1649 foi nomeado pároco de Fusagasugá. Posteriormente, ocupou os cargos de racionero do capítulo da catedral, tesoureiro, mestre-escola e cantor.
Com a morte do arcebispo Torres, em 1654, Lucas Fernández de Piedrahita foi nomeado provisório do arcebispado que permaneceria vago até a nomeação de Juan de Dios Aguinao. Durante os sete anos em que ocupou o cargo de Provisor, Dom Lucas teve que assumir o governo do Arcebispado; em reconhecimento ao seu trabalho, o novo Arcebispo o reconduziu como Provisor e Vigário Geral da Arquidiocese.
Contudo, o clérigo foi acusado perante a Coroa de ter fomentado a desordem relacionada a presença do visitador Juan Cornejo. Por isso, Fernández de Piedrahita foi ordenado a comparecer em Madrid em 1662. Durante a viagem, escreveu sua obra "Historia General de la Conquista del Nuevo Reino de Granada"; inocentado e reconhecido por seu trabalho, foi apresentado pelo rei para o episcopado.
Em 27 de fevereiro de 1668, foi nomeado pelo Rei da Espanha e confirmado pelo Papa Clemente IX como bispo de Santa Marta. Recebeu a ordenação episcopal em 1669, por Antonio Sanz Lozano, Bispo de Cartagena. Em 16 de novembro de 1676, foi nomeado pelo Rei e confirmado pelo Papa Inocêncio XI como bispo do Panamá, onde permaneceu até sua morte.
Pouco antes de sua transferência para o Panamá, o bispo foi sequestrado por piratas durante o ataque a Santa Marta e levado para a Jamaica com o governador Vicente Sebastián Mestre. Na ilha, seu governador, Lord Vaughan, respeitando sua condição de prelado, enviou-o de volta a Cartagena. Dom Fernández de Piedrahita chegou ao Panamá em 1678, vendo-se obrigado a repreender a arbitrariedade dos cônegos do coro que queriam depor o provisor que o último bispo, Antonio De León, havia deixado no comando da diocese. Em 1681, quando morreu o presidente da Real Audiencia do Panamá, Mercado de Villacorta, o arcebispo e vice-rei do Peru, Dom Melchor Liñán y Cisneros, nomeu o bispo Fernández de Piedrahita como governador até a chegada do titular no ano seguinte.
Dom Lucas foi o principal consagrador de Sancho de Andrade de Figueroa, bispo de Ayacucho ou Huamanga.